# Pic Alt del Cubil
El Pic Alt del Cubil (2786 m.) és una muntanya situada al nord-est d'Andorra (Parròquia d'Encamp) formant part del Circ dels Pessons just al nord dels Estanys de la Solana.
Aquest pic està inclòs al llistat dels 100 cims de la FEEC.